# هاتف المغيب
أحد الروايات الفنتازية الأشهر للقاص جمال الغيطاني وقد ألفها بعيد الغزو العراقي لدولة الكويت حيث انتقد فيها بعض الأوضاع السياسية بأسلوب قصصي وغير مباشر عن طريق تمازج أسلوبي الرواية في كليلة ودمنة لابن المقفع وأسلوب ألف ليلة وليلة مجهولة المؤلف.

## ملخص الأحداث
تدور أحداث الرواية عن شاب مصري يحس بهاتف غريب يضطره إلى الهجرة نحو مغيب الشمس في رحلة تملئها العجائب والحكم وأخبار الطيور والفوضويون وغيرهم

## أبطال الرواية
| الشخصية          | ملخص عنها                                                                                     |
| ---------------- | --------------------------------------------------------------------------------------------- |
| جمال بن عبد الله | هو كاتب بلاد المغرب والراوي لمجمل الحكاية بأسلوبه                                             |
| أحمد بن عبد الله | بطل الرواية الرئيسي والذي طلب منه جمال أن يروي قصة أسفاره بناء على طلب السلطان                |
| مولانا السلطان   | سلطان بلاد المغرب العربي الذي أمر جمال بتدوين غرائب أحمد بن عبد الله                          |
| القيّم            | هو رئيس الوزراء في إقليم الطيور غريب الأحداث والمهتم بتعليم ملك الإقليم الجديد غرائبه وعجائبه |

## ترجماتها
صدر الأصل باللغة العربية عن دار الشروق وتمت ترجمة الرواية إلى العديد من اللغات ومن أكثر من دار نشر وهي:
1. الفرنسية - Edition Du Seuil
2. السويدية - Norestad & Soners
3. الإنجليزية - Penguin
4. الهولندية - Unieboek
5. النرويجية - Ascheoug
6. الألمانية - Lenos
7. الروسية - رادوجا
8. البولندية - الدولة
9. البرتغالية - Estação Liberdade/ Brasil